# 蒂尔瑙 (施泰尔马克州)
蒂尔瑙 (施泰尔马克州)（德語：Tyrnau）是奥地利施蒂利亚州格拉茨城郊县的一个市镇。总面积19.97平方公里，总人口156人，人口密度7.8人/平方公里（2005年）。